# Asthenia amphira
Asthenia amphira är en fjärilsart som beskrevs av Druce 1890. Asthenia amphira ingår i släktet Asthenia och familjen påfågelsspinnare. Inga underarter finns listade i Catalogue of Life.